# Патара Опеті
Патара Опеті (груз. პატარა ოფეთი) — село в Грузії.
За даними перепису населення 2014 року в селі проживає 139 осіб.